# Тук Мркопаљски
Тук Мркопаљски је насељено место у саставу општине Мркопаљ у Горском котару, Приморско-горанска жупанија, Република Хрватска.

## Историја
Тук је старо српско место, настало као етничко острво "у мору" католика. Ту су се почетком 18. века (помиње се 1700. као парохија) населиле групе српских избеглица из Босне, у шумовитом месту "иза Мркопља". Биле су то породице са штокавским наречјем које се хтеле избећи притисак да се покатоличе. Њихов број је временом порастао па је у сада компактном месту 1897. године било 300 православних душа. Тучани су подигли за своје духовне потребе једну капелицу, која међутим није имала свог свештеника, нити је у њој било литургије све до 1897. године. Мештани су успели и без попа и учитеља, будући изоловани од околине, да сачувају своју веру, народност и обичаје. Најближе им је од српских места било Гомирје, тада удаљено "10 сати вожње".
О Богојављенију 1897. године посетио је село изненада епископ Михаил, и држао прву и то архијерејску литургију у њиховој црквици. Дошао је владика ненајављено, да не би сиромашним становницима правио трошак, али су мештани ипак сазнали али само два сата раније. Достојно су дочекали госте, а владика Михаил им је донео важне, лепе вести. Влада је донела одлуку да се од Нове године и Туку успостави православна капеланија, а било је у изгледу и да се школа ту отвори. Тук је тако имао да готово у исто време добије свештеника и учитеља.
Тук и Мркопаљ повезани су друмом и жељезничком пругом.
Било је ту по званичном попису 1953. године 10 кућа са 52 становника.
До територијалне реорганизације у Хрватској насеље се налазило у саставу старе општине Делнице.

## Становништво
На попису становништва 2011. године, Тук Мркопаљски је имао 4 становника.